# Norbert Schäffer
Norbert Schäffer (* 22. November 1964 in Sulzbach-Rosenberg) ist ein deutscher Biologe mit Schwerpunkt Tierökologie und seit Oktober 2014 1. Vorsitzender des Landesbund für Vogelschutz in Bayern e.V. (LBV)

## Karriere
Norbert Schäffer ist in Sulzbach-Rosenberg aufgewachsen und war in Schulzeit und Studium in der Naturschutzjugend, der Jugendorganisation des Landesbund für Vogelschutz in Bayern, aktiv. Nach dem Abitur 1984 studierte er ab 1985 an der Universität Regensburg Biologie. Sein Studium beendete er 1991 an der Universität Bayreuth mit der Diplomarbeit „Die Bedeutung von Totholz nach Windwürfen für die Bodenfauna am Beispiel der Carabiden“.
Als Doktorand forschte er in Nordost-Polen und wurde 1997 mit seiner Arbeit „Habitatwahl und Partnerschaftssystem von Tüpfelralle Porzana porzana und Wachtelkönig Crex crex“, die er beim Max-Planck-Institut für Ornithologie und der Vogelwarte Radolfzell anfertigte, zum Dr. rer. nat promoviert. Seit 1996 war er bei der Royal Society for the Protection of Birds (RSPB) in Großbritannien tätig. Zuerst als Threatened Species Officer für Wachtelkönigprojekte in zahlreichen mittel- und osteuropäischen Ländern, zuletzt als Leiter des International Policy & Species Recovery Department des RSPB. Im Oktober 2014 trat er die Nachfolge von Ludwig Sothmann an und wurde der erste hauptamtliche Vorsitzende des Landesbund für Vogelschutz in Bayern.
Schäffer war von 2008 bis Mai 2022 Chefredakteur der Fachzeitschrift Der Falke – Journal für Vogelbeobachter.
Seine Arbeit von 2019 bis 2022 ist Gegenstand des Dokumentarfilms Vogelperspektiven von 2023.

## Ehrungen
Bayerischen Staatsmedaille für Verdienste um die Umwelt, 2018. Ausgezeichnet wurde Norbert Schäffer vom damaligen bayerischen Umweltminister Marcel Huber.

## Ehrenamtliche Tätigkeiten
- Mitglied des Landesvorstandes des Landesbund für Vogelschutz in Bayern (LBV, www.lbv.de) von 1994 bis 1998
- Beirat der Deutschen Ornithologen-Gesellschaft (DO-G, www.do-g.de) von 2004 bis 2014[2]
- Vizepräsident beim Deutschen Rat für Vogelschutz (DRV, www.drv-web.de)[4][2] von 2007 bis 2015

- Vizepräsident der Vulture Conservation Foundation (VCF, www.4vultures.org)[2] seit 2010
- Beirat beim Landesbund für Vogelschutz in Bayern (LBV, www.lbv.de)[2] von 2010 bis 2014
- stellvertretendes Mitglied im Naturschutzbeirat beim Bayerischen Staatsministerium für Umwelt und Verbraucherschutz (StMUV, www.stumv.bayer.de/themen/naturschutz/organisation/natbeirat/htm) seit 2014
- Beirat beim Nationalpark Berchtesgaden (www.nationalpark-berchtesgaden.bayern.de) seit 2015
- Beirat beim Nationalpark Bayerischer Wald (www.nationalpark-bayerischer-wald.bayern.de) seit 2015
- Beirat bei der Bayerischen Akademie für Naturschutz und Landschaftspflege (www.anl.bayern.de) seit 2016
- Fachbeirat im Naturpark Altmühltal[5]
- Mitglied im Stiftungsrat der Stiftung Naturerbe Donau (www.stiftung-naturerbe-donau.de) seit 2017
- Kooptiertes Mitglied im AKU (Arbeitskreis Umweltsicherung und Landesentwicklung, CSU)
- Mitglied im Naturschutzbeirat des Umweltministeriums[6]
- Mitglied der „bayerischen Staatsforsten“ (BaySF)
- Mitglied im „Nationalpark Bayerischer Wald“ (NPBW)[7]
- Mitglied im „Nationalpark Berchtesgadener Land“ (NPBGL)[7]
- Mitglied in der bayerischen „Akademie für Naturschutz und Landschaftspflege“ (ANL)[7]
- Mitglied der „Deutschen Ornithologen Gesellschaft“ (Do-G)
- Mitglied im Management Board der „Vulture Conservation Foundation“ (VCF)[7]
- Mitglied im Stiftungsrat der Lesser Stiftung für Naturschutz
- Mitglied des Beirats des Zentrum für Forschung und Wissenstransfer (ZFW) der Hochschule Weihenstephan Triesdorf

## Privates
Norbert Schäffer ist mit Anita Schäffer verheiratet und hat zwei Töchter.

## Schriften
- Norbert Schäffer: Habitatwahl und Partnerschaftssystem von Tüpfelralle Porzana porzana und Wachtelkönig Crex crex. In: Ökologie der Vögel. Nr. 21, 1999, ISSN 0173-0711 (Dissertation, Universität Würzburg 1997).
- Anita und Norbert Schäffer: Gartenvögel – Naturbeobachtungen vor der eigenen Haustür, 3. korrigierte Aufl. 2012. 168 Seiten, AULA-Verlag GmbH, ISBN 978-3-89104-769-9
- Anita und Norbert Schäffer: Schmetterlinge, Libellen und andere Wirbellose im Garten – Bestimmen – Beobachten – Schützen, 2009, 192 Seiten, AULA-Verlag GmbH, ISBN 978-3-89104-795-8
- Anita Schäffer, Norbert Schäffer: Vögel füttern im Garten – ganzjährig und natürlich, 2017, 128 Seiten, Eugen Ulmer Verlag, ISBN 978-3-8001-0294-5
- Norbert Schäffer, Bruno A. Walther, Kim Gutteridge, Carsten Rahbek - The African migration and wintering grounds of the Aquatic Warbler Acrocephalus paludicola, 2006, Cambridge University press; doi:10.1017/S0959270906000025
- International Single Species Action Plan for the Conservation of the Corncrake - Compiled by: Kees Koffijberg & Norbert Schaffer, 2006, CMS Technical Series No. 14, AEWA Technical Series No. 9
- Schäffer, Norbert: Wieviel Heimat steckt in der Biene? Das Volksbegehren und seine Folgen in Bayern. In: Heike Leitschuh (Hrsg.): Jahrbuch Ökologie 2021 - Ökologie und Heimat. S. Hirzel, Stuttgart 2020, ISBN 978-3-7776-2864-6, S. 49 ff.